# Либідська (станція метро)
50°25′15″ пн. ш. 30°31′15″ сх. д. / 50.42083° пн. ш. 30.52083° сх. д.
«Ли́бідська» — 27-ма станція Київського метрополітену, розташована на Оболонсько-Теремківській лінії між станціями «Палац „Україна“» і «Деміївська». Відкрита 30 грудня 1984 року під назвою «Дзержи́нська». Нинішня назва — з 2 лютого 1993 року. До 15 грудня 2010 року була кінцевою. З 9 грудня 2023 по 12 вересня 2024 року тимчасово слугувала як кінцева станція для основної частини лінії.
З 1994 року станція має статус «щойно виявлений об'єкт культурної спадщини», пам'ятка архітектури та містобудування, монументально-декоративного мистецтва.

## Опис
Конструкція станції — пілонна трисклепінна з острівною платформою.
Колійний розвиток: пошерстний з'їзд з боку станції «Деміївська».
Станція з вузькими пілонами. Глибина станції дозволила ці пілони розкрити ще й у середину. В інтер'єрі пілон зник, залишилися кільця з білого мармуру, що чергуються зі склепінням. Все це з'єднано світловою лінією з латунних труб у центрі залу. В торці центрального залу станції знаходиться панно із таких само латунних труб з металевими зірками. У підземному переході біля входу на станцію до початку 1990-х років знаходилася композиція з барельєфом Фелікса Дзержинського роботи архітектора Олега Стукалова, скульпторів Макара Вронського та Володимира Чепелика (не збереглася).
Архітектура станції має багато спільного з архітектурою інших станцій, проте через вміле використання опоряджувальних матеріалів та засобів монументально-декоративного мистецтва, по-своєму індивідуальна. Вестибюль станції суміщений з підземними переходами, які виходять на Либідську площу, вулиці Велику Васильківську та Антоновича. Наземний вестибюль відсутній.

## Подія
14 травня 2024 року, через прорив трубопроводу на вулиці Антоновича, довелося тимчасово закрити станцію метро «Либідська».

## Пасажиропотік
| Рік                           | 2009 | 2011 | 2012 | 2013 | 2014 | 2015 | 2016 | 2017 | 2018 |
| ----------------------------- | ---- | ---- | ---- | ---- | ---- | ---- | ---- | ---- | ---- |
| Пасажиропотік, тис. осіб/добу | 52,6 | 37,5 | 27,7 | 34,6 | 34,6 | 31,2 | 30,2 | 30,2 | 29,3 |

## Проблемні питання
8 грудня 2023 року столична влада оголосила про зупинення руху поїздів на відрізку між станціями «Либідська» та «Деміївська» Оболонсько-Теремківської лінії метро. За попередніми даними, вказані обставини виникли у зв'язку з розгерметизацією тунелю та появою тріщин у його стінах, що призвело до підтоплення тунелю на вказаній ділянці метрополітену. За процесуального керівництва Подільської окружної прокуратури міста Києва у зв'язку з підтопленням тунелів на ділянці Київського метрополітену на Оболонсько-Теремківській лінії метро розпочато досудове розслідування за фактом службової недбалості, що спричинило тяжкі наслідки (ч. 2 ст.367 КК України).
Різке збільшення пасажиропотоку на станції, яка стала кінцевою, а також застосування нових турнікетів зі зменшеною пропускною спроможністю призвело до появи черг, в яких пасажири марнують до 15 хвилин часу.
11 вересня 2024 року відновлювальні роботи на перегоні «Либідська» — «Деміївська» були закінчені, а 12 вересня було відновленно повноцінний рух «синьою» лінією метрополітену від станції «Героїв Дніпра» до станції «Теремки».

## Галерея

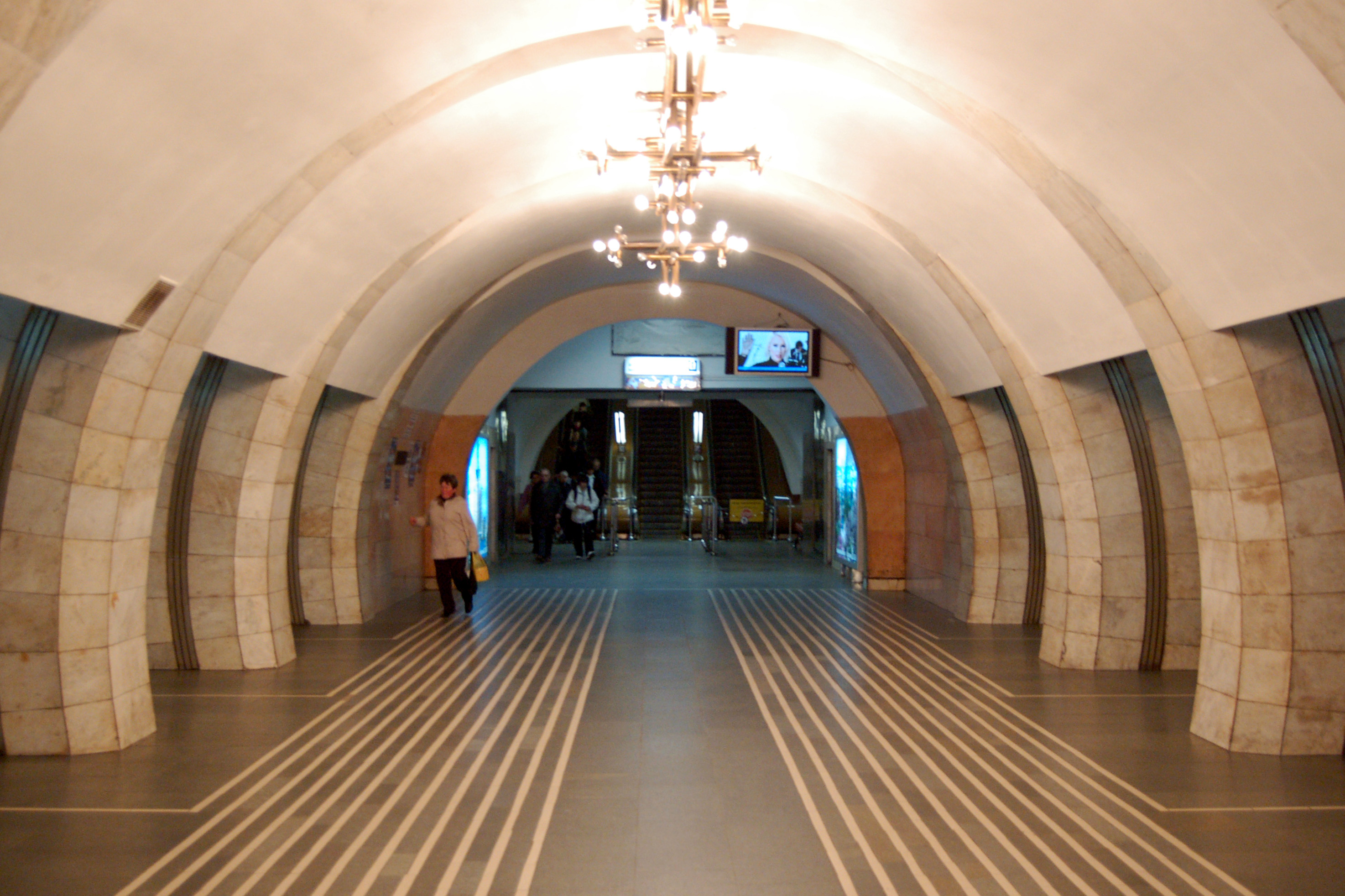
Центральний зал, вигляд в бік ескалаторів
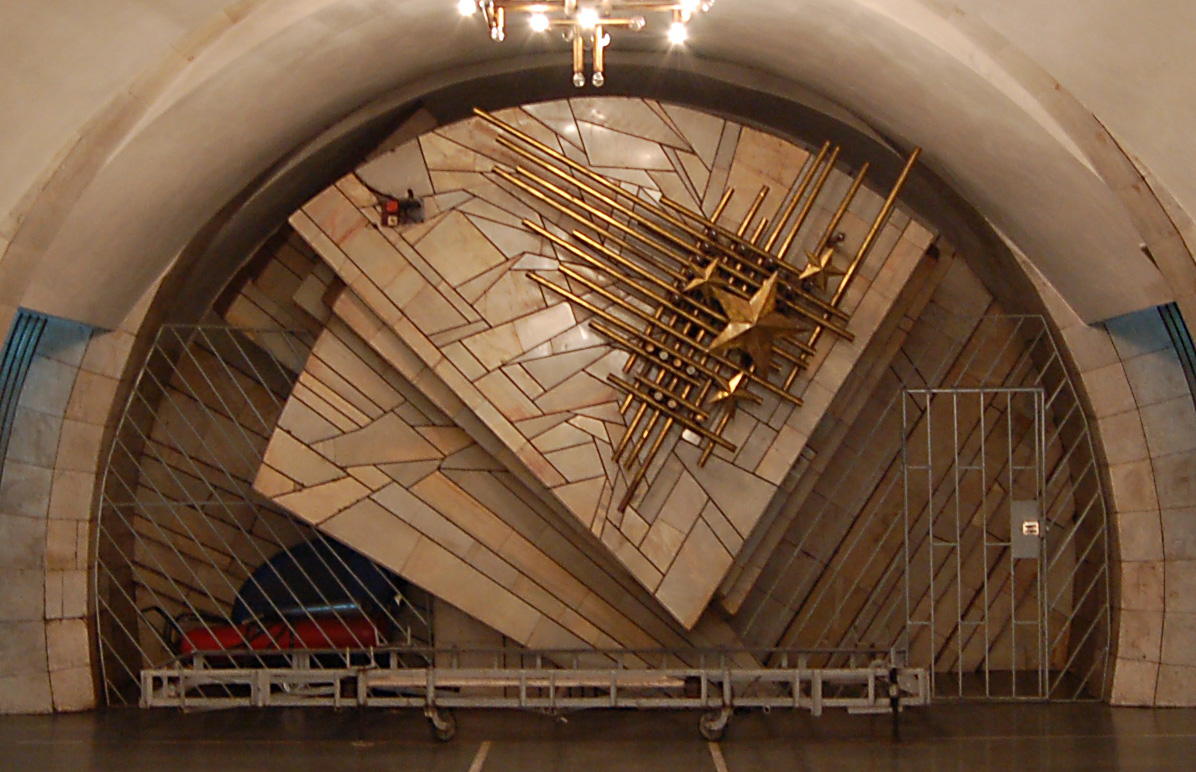
Композиція в торці центрального залу
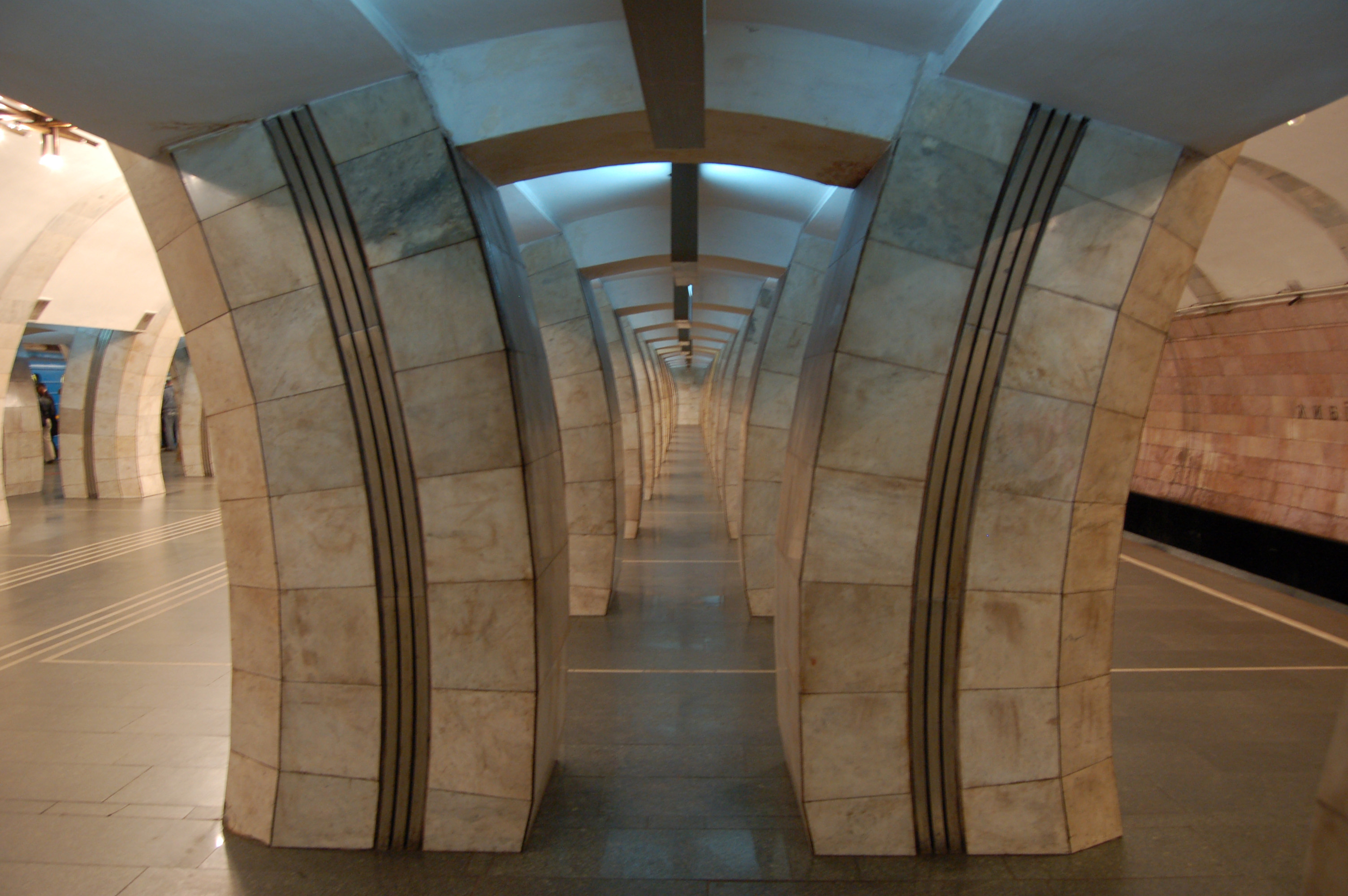
Форма пілонів
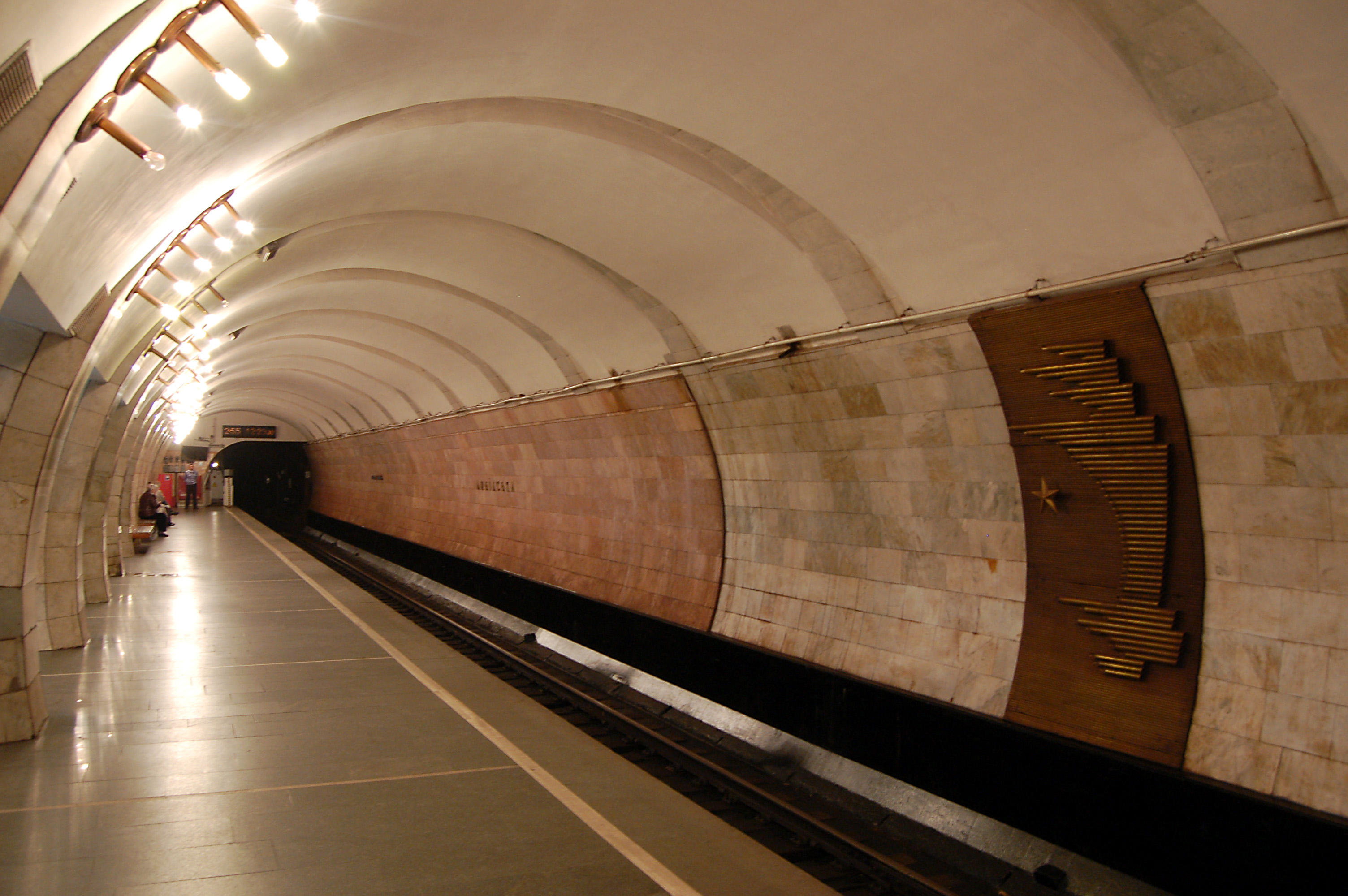
Посадкова платформа
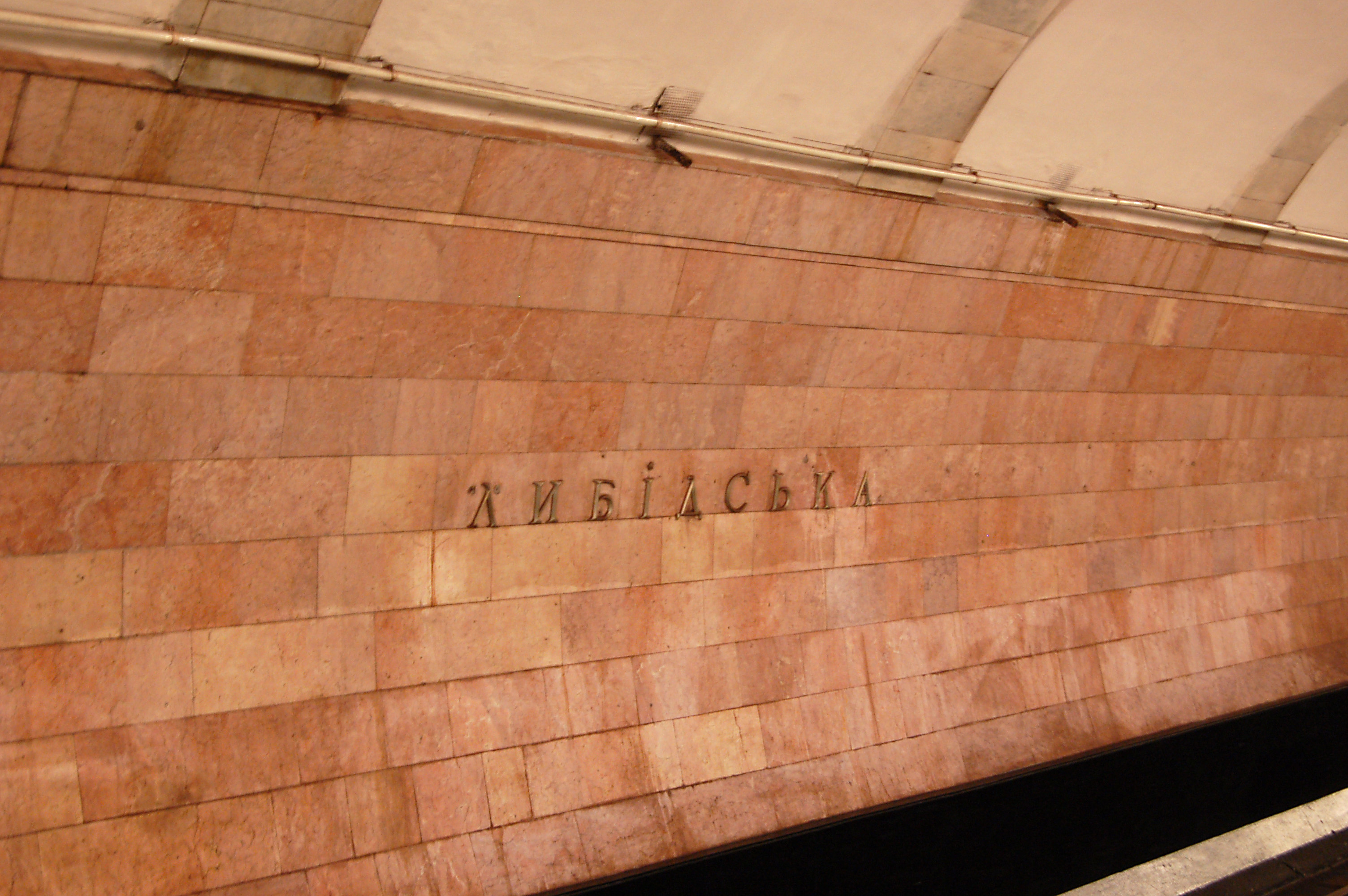
Назва станції на колійній стіні
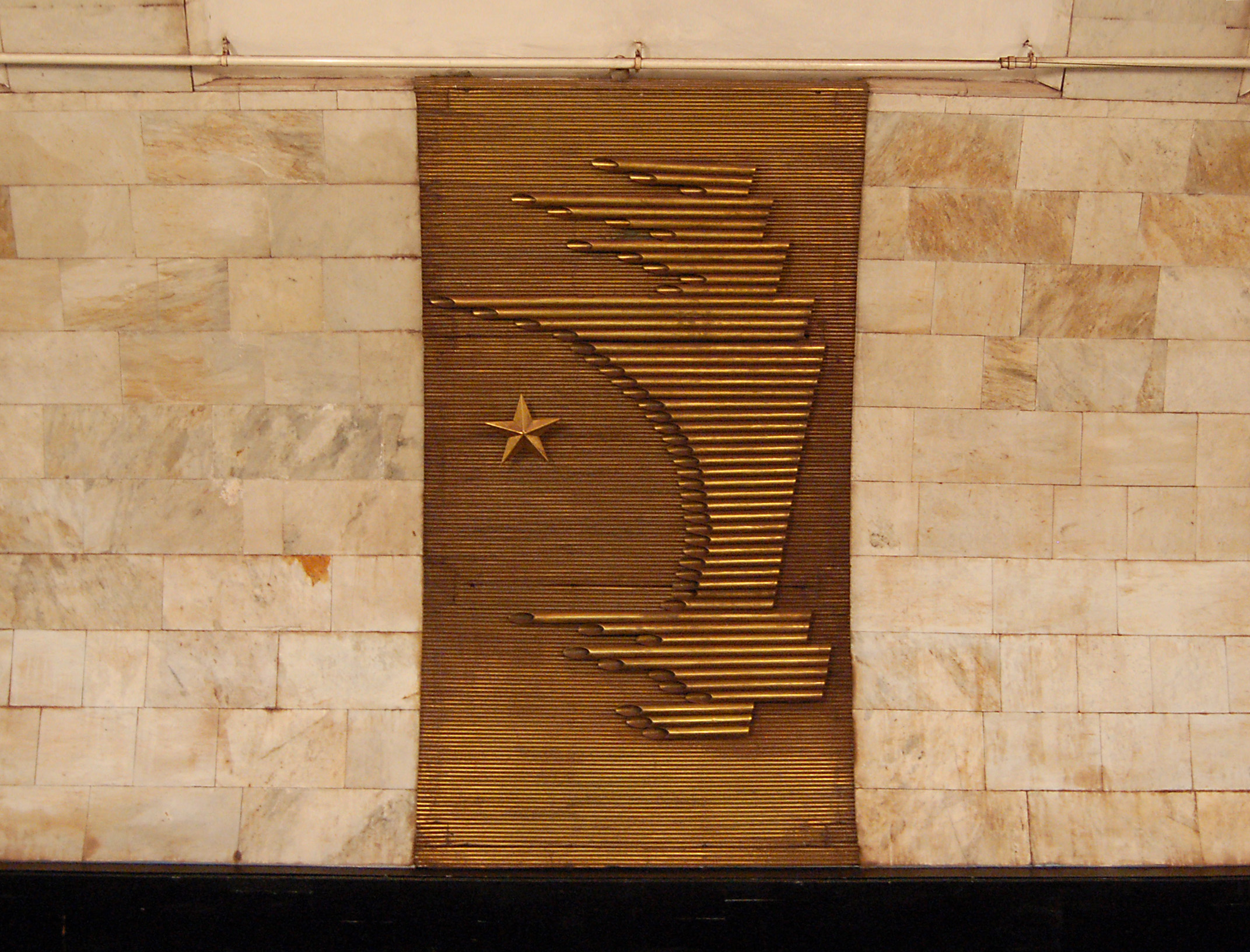
Дверцята на колійній стіні
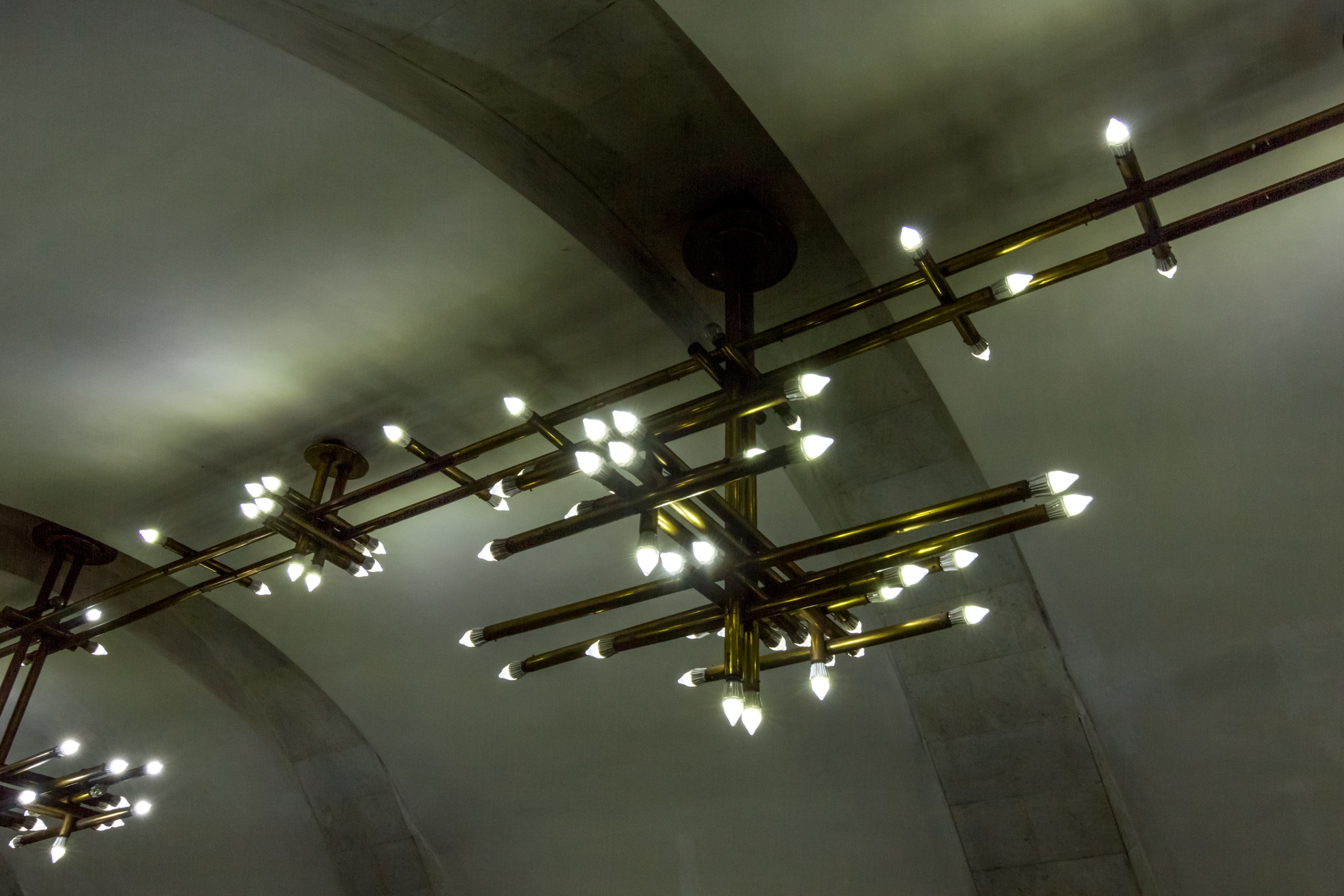
Світильник у центральній залі